# Лапчатка ползучая
Лапчатка ползучая (лат. Potentilla reptans) — многолетнее травянистое растение, вид рода Лапчатка (Potentilla) семейства Розовые (Rosaceae).

## Ботаническое описание
Многолетнее травянистое растение.
Корневище крупное, многоглавое.

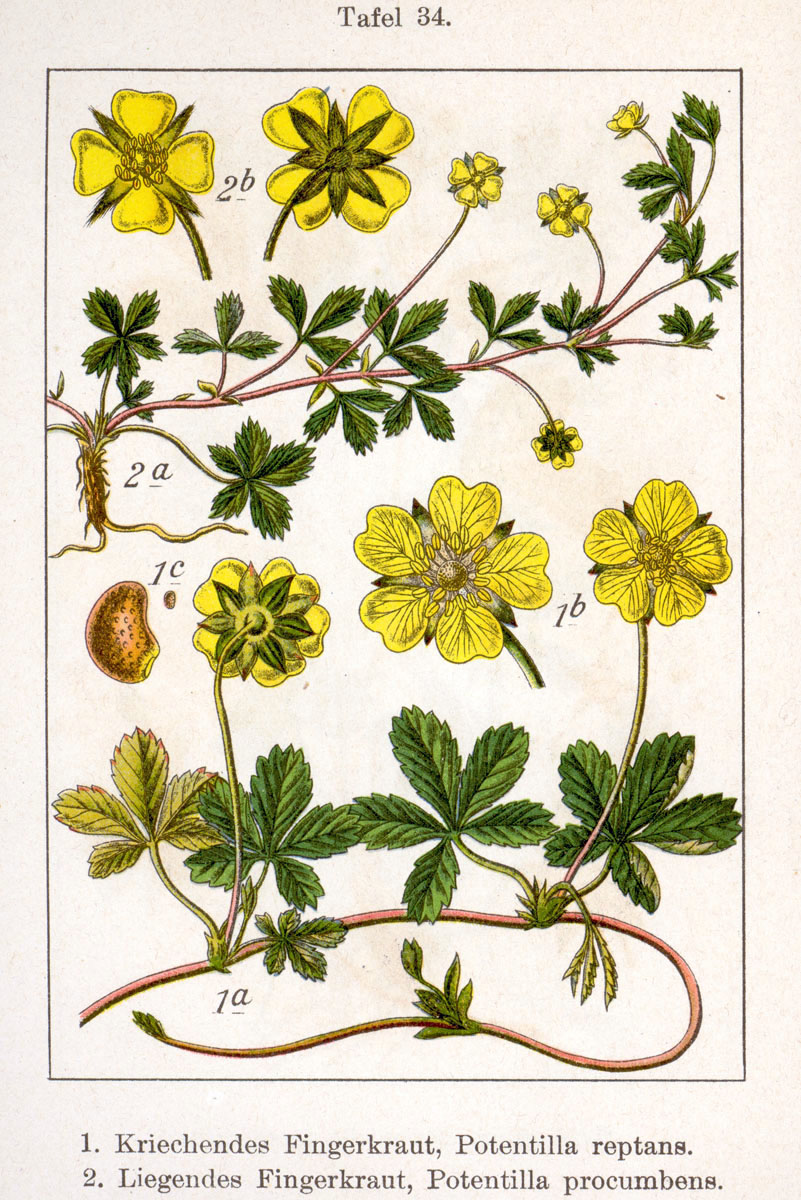
Лапчатка ползучая.

Стебли стелющиеся, длинные (30–100 см), укореняющиеся в узлах, волосистые.
Прикорневые листья на длинных черешках, с 5-7-пальчато-сложные, почти дланевидные. Прилистники плёнчатые с «ушками». Стеблевые листья на более коротких черешках, прилистники травянистые, листочки обратно-яйцевидные, в верхней части городчатые или надрезанно-зубчатые. Верхняя сторона почти голая, нижняя с густыми прижатыми волосками. Листочки обратно-яйцевидные, в верхней части надрезано-зубчатые или городчатые.
Цветки одиночные, реже парами, пазушные, крупные до 2 см в диаметре, пятимерные, на длинных цветоносах, равных листьям или длиннее их. Наружные чашелистики обычно туповатые, внутренние — острые. Лепестки широко обратно-сердцевидные, до 2 раз длиннее чашелистиков, золотисто-жёлтые. Тычинок 20 с коротковатыми тычиночными нитями и крупными яйцевидными пыльниками. 
Плодики продолговато-яйцевидные, морщинистые.

## Распространение и экология
Природный ареал охватывает Западную Европу, Малую и Среднюю Азию, Иран, Сирию, Афганистан, Северную Африку.
На территории России встречается в Западной Сибири, на Европейской части, Кавказе. Как заносное обнаружен в Рязанской и Пензенской областях, республике Мордовия. Вид внесён в ботанический атлас растений Ленинградской области.
Произрастает по разреженным заливным лугам, береговым склонам, полянам и другим травянистым местам, по обочинам дорог и канавам.

## Охранный статус
Вид  включён в красную книгу Пензенской области со статусом 1 — находящийся под угрозой исчезновения.

## Таксономия
- Potentilla reptans L., 1753, Sp. Pl.: 499

Вид Лапчатка ползучая относится к роду Лапчатка (Potentilla) семейства Розовые (Rosaceae) порядка Розоцветные (Rosales), последовательно входящего в более крупные клады Фабиды → Розиды → Суперрозиды → Эвдикоты → Цветковые растения. Таксономическая схема в соответствии с Системой APG IV по состоянию на июнь 2024 года:
|  |                          |  |                                   |                                   |                   |  | еще 8 семейств | еще 8 семейств |                       |  |                         |  | еще 551 подтвержденный вид и 925 видов, ожидающих подтверждения | еще 551 подтвержденный вид и 925 видов, ожидающих подтверждения |  |
|  |                          |  |                                   |                                   |                   |  | еще 8 семейств | еще 8 семейств |                       |  |                         |  | еще 551 подтвержденный вид и 925 видов, ожидающих подтверждения | еще 551 подтвержденный вид и 925 видов, ожидающих подтверждения |  |
|  |                          |  |                                   | порядок Розоцветные               |                   |  |                |                | род Лапчатка          |  |                         |  |                                                                 |                                                                 |  |
|  |                          |  |                                   | порядок Розоцветные               |                   |  |                |                | род Лапчатка          |  | 2 внутривидовых таксона |  |                                                                 |                                                                 |  |
|  | клада Цветковые растения |  |                                   |                                   | семейство Розовые |  |                |                | вид Лапчатка ползучая |  |                         |  |                                                                 |                                                                 |  |
|  | клада Цветковые растения |  |                                   |                                   |                   |  |                |                |                       |  |                         |  |                                                                 |                                                                 |  |
|  |                          |  | ещё 63 порядка цветковых растений | ещё 63 порядка цветковых растений |                   |  |                | еще 116 родов  | еще 116 родов         |  |                         |  |                                                                 |                                                                 |  |
|  |                          |  |                                   | ещё 63 порядка цветковых растений |                   |  |                |                | еще 116 родов         |  |                         |  |                                                                 |                                                                 |  |